# Тоді зелений
Тоді зелений (Todus todus) — вид сиворакшоподібних птахів родини тодієвих (Todidae).

## Поширення
Ендемік Ямайки. Мешкає у лісах різноманітних типів.

## Опис
Тіло завдовжки до 10,5 см, вагою 5,5-7,2 г. Верхня сторона тіла яскраво-зелена. Горло червоне з сріблясто-сірою облямівкою. Груди жовтувато-зелені. Черево зеленкувато-жовте. Боки блідо-рожеві. Дзьоб довгий та вузький, зверху чорний, знизу червоний.

## Спосіб життя
Мешкає як у вологих, так і в сухих лісах. Живиться комахами та дрібними плодами. Гніздиться з грудня по липень. Гніздо будує у норах завдовжки до 30 см. У кладці 3-4 білих яйця.